# Romina Sedoni
Romina Sedoni (* 1. Mai 1974) ist eine italienische Marathonläuferin.
2003 wurde sie Dritte der Maratona d’Italia mit ihrer persönlichen Bestzeit von 2:36:32 h. Im Jahr darauf gewann sie den Pisa-Marathon.
2005 siegte sie beim Münster-Marathon und bei der Maratona d’Italia, und 2006 wurde sie Dritte der Maratona di Sant’Antonio.